# Needmore (contea di Terry)
Needmore è una comunità non incorporata degli Stati Uniti d'America della contea di Terry nello Stato del Texas.

## Geografia fisica
Needmore si trova nella regione del Llano Estacado all'incrocio tra la U.S. Route 385 e la Farm to Market Road 211. La comunità si trova 7 miglia (11 km) ad ovest di Meadow, 10,5 miglia (16,9 km) a nord di Brownfield, e 32 miglia (51 km) a sud-ovest di Lubbock. Si trova 4 miglia (6,4 km) a sud al confine con la contea di Hockley nella parte centro-settentrionale della contea di Terry.
Nello Stato del Texas, quattro piccole comunità condividono il nome "Needmore", di cui due si trovano nella regione del Llano Estacado. Needmore (contea di Bailey) si trova circa 55 miglia (89 km) a sud-est di Needmore (contea di Terry). Entrambe sono comunità agricole rurali con sgranatrici di cotone.
Il terreno che circonda Needmore è costituito da pianure pianeggianti che in passato erano coperte da vegetazione di prati e bisonti da pascolo. Oggi, i bisonti sono scomparsi e la prateria di erba corta fu sostituita da un coltivato arato dove vengono coltivati cotone, sorgo e grano invernale. Non ci sono flussi fluidi in prossimità di Needmore, ma c'è un canale di afflusso secco chiamato Lost Draw che passa a sud della comunità. Numerosi laghi poco profondi chiamati "playas" puntano il paesaggio che circonda Needmore. La maggior parte di queste "playas" tengono l'acqua per un breve periodo di tempo dopo che la pioggia si asciuga e rimane asciutta per lunghi periodi. Alcune delle più grandi saline a sud-est, come il Rich Lake e il Mound Lake, forniscono rifugio per gli uccelli migratori che volano tra Canada e Messico.